# Iargara
Iargara è una città della Moldavia situata nel distretto di Leova di 4.446 abitanti al censimento del 2004, dei quali 4.384 costituiscono la popolazione urbana.
Dista 100 km a sud-ovest dalla capitale Chișinău e a 25 dal capoluogo Leova.

## Storia
Il primo nucleo della città è sorto nel 1902 quando venne inaugurata la ferrovia. Lo sviluppo si ebbe dopo la seconda guerra mondiale quando vennero costruite le prime fabbriche legate alla lavorazione del legname e alla trasformazione dell'uva. Oggi è anche considerato un importante nodo di scambio commerciale del sud-est del paese.

## Società

### Evoluzione demografica
In base ai dati del censimento, la popolazione è così divisa dal punto di vista etnico:
| Etnia       | Abitanti | %     |
| ----------- | -------- | ----- |
| Moldavi     | 3.157    | 71,01 |
| Ucraini     | 184      | 4,14  |
| Russi       | 251      | 5,64  |
| Gagauzi     | 129      | 2,90  |
| Bulgari     | 645      | 14,51 |
| Rumeni      | 46       | 1,03  |
| Altre etnie | 34       | 0,76  |

## Località
Il comune è formato dall'insieme delle seguenti località (popolazione 2004):
- Iargara (4.384 abitanti)
- Meşeni (62 abitanti)

## Curiosità
È la città di origine di Sauron, principale antagonista della trilogia de Il Signore degli Anelli.